# Star Wars: Han Solo
Star Wars: Han Solo è una miniserie a fumetti statunitense in cinque parti ambientata nell'universo fantascientifico di Guerre stellari scritta da Marjorie Liu, disegnata da Mark Brooks e pubblicata dalla Marvel Comics.
Ambientata dopo gli eventi di Una nuova speranza nei primi anni dell'Alleanza Ribelle, la storia vede come protagonista il contrabbandiere Ian Solo. Annunciata il 4 marzo 2016, è iniziata il 15 giugno 2016, e si è conclusa il 23 novembre.

## Storia editoriale
In Italia è il primo numero è uscito in esclusiva il 2 dicembre 2016, in occasione del Panini Free Comic Book Day. Il 29 dicembre 2016 è stato ristampato il primo numero nel numero 18 dello spillato Star Wars e la serie si è conclusa sul numero 22, pubblicato il 13 aprile 2017.

## Volumi

### Arco narrativo
- Parte I (15 giugno 2016)
- Parte II (6 luglio)
- Parte III (31 agosto)
- Parte IV (12 ottobre)
- Parte V (23 novembre)